# Cyclophyllidea
Ordre
Les Cyclophyllidea sont un ordre de vers plats de la classe des cestodes.

## Liste des familles
Selon le World Register of Marine Species (4 novembre 2023) :
- Acoleidae Fuhrmann, 1899
- Amabiliidae Braun, 1900
- Anoplocephalidae Cholodkovsky, 1902
- Davaineidae Braun, 1900
- Dilepididae Railliet & Henry, 1909
- Diploposthidae Poche, 1926
- Dipylidiidae Stiles, 1896
- Gryporhynchidae Spassky & Spasskaya, 1973
- Hymenolepididae Ariola, 1899
- Nematotaeniidae Looss, 1910
- Progynotaeniidae Fuhrmann, 1936
- Schistotaeniidae Johri, 1959
- Taeniidae Ludwig, 1886

Selon la classification de Hallan¨ :
- Acoleidae
- Amabiliidae
- Anoplocephalidae
- Catenotaeniidae
- Davaineidae
- Dilepididae
- Dioecocestidae
- Dipylidiidae
- Hymenolepididae
- Mesocestoididae
- Metadilepidae
- Nematotaeniidae
- Paruterinidae
- Progynotaeniidae
- Taeniidae